# جون موراي (سياسي أسترالي، مواليد 1837)
جون موراي (بالإنجليزية: John Murray)‏ هو سياسي أسترالي، ولد في 15 أغسطس 1837 في Mauchline ‏ في المملكة المتحدة، وتوفي في 18 نوفمبر 1917 في لونغريتش في أستراليا. انتخب Member of the Queensland Legislative Council ‏ (12 مارس 1901 – 13 نوفمبر 1903) وانتخب عضو المجلس التشريعي ولاية كوينزلاند عن دائرة Electoral district of Normanby (Queensland) ‏ (19 مايو 1888 – 1 مارس 1901).